# 鷲橋
鷲橋（わしばし、ワシ橋）またはオルロフ・モスト（ブルガリア語: Орлов мост、ラテン文字転写の例: Orlov Most）は、ブルガリア・ソフィアにある橋。ペルロフスカ川に架けられている。1889年に着工され、1891年に完成した。英語での名称はイーグルズ・ブリッジ（英: Eagles' Bridge）である。

## 概要
鷲橋は、ほぼ同時期に建設されたライオン橋とともにソフィアを象徴する玄関口とされており、同市の観光名所の1つになっている。1989年にブルガリアで民主化が始まってからは、1990年に100万人が参加する集会の場となるなど、政治に関する集会や抗議デモの拠点にもなっている。

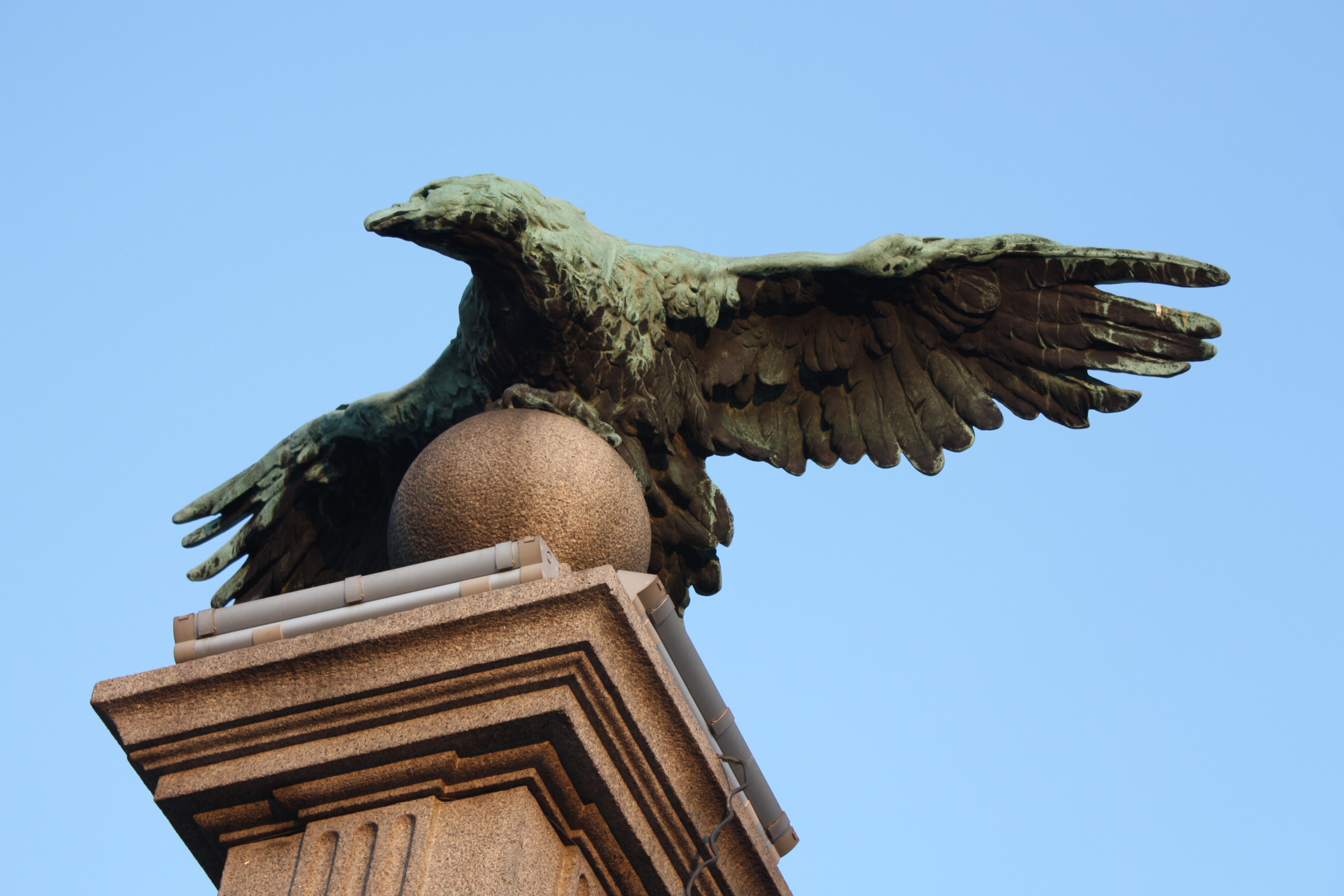
ワシの銅像

橋の石柱には、ワシが翼を広げた姿をかたどった4基の銅像が設置されており、これが橋の名称の由来となっている。ワシは、第一次ブルガリア帝国を建国したアスパルフを象徴するものとされる。橋は、ディヤルバクルからブルガリアに亡命してきた人々を称えて建設され、自由の象徴とされている。

## 位置
橋はツァリグラドスコ・ショセ通りの一部を構成しており、同街路がエヴロギ・アンド・フリスト・ゲオルギエフ通りと交差する地点に位置する。橋がある交差点の一帯は、オルロフ・モスト広場（ブルガリア語: площад Орлов мост、ラテン文字転写の例: Ploshtad Orlov Most、英: Eagles' Bridge Square）と呼ばれている。橋はスレデツ地区の北東部に所在する。近隣には、ソフィア地下鉄の駅の1つで、橋の名称が冠されたオルロフ・モスト駅がある。
スレデツ地区の北東部を北西 - 南東方向に走るツァール・イヴァン・アセン2世通りの始点であり、ツァール・オスヴォボディテル通りの終点である。ボリス公園に属するヴァシル・レフスキ国立競技場が南に隣接している。クニャゼスカ庭園が西に隣接している。

## 来歴
鷲橋がある場所にはもともと、オスマン時代に供用されていた、装飾のない簡素な木製の橋が架けられていた。1888年、ソフィアの市議会議員らによってペルロフスカ川に橋を建設することが決定された。1889年に着工され、1891年に当時のソフィアへの東側からの入口に当たる場所に橋が完成し、開通された。
1990年6月7日、民主勢力同盟による集会が鷲橋で開催され、ツァリグラドスコ・ショセ通りの鷲橋からホテル・プリスカ（ブルガリア語: хотел Плиска、現在のセントラル・コーポラティブ・ バンク本社ビル）までがおよそ100万人の人で埋め尽くされた。2013年、第1次ボイコ・ボリソフ政権に対する抗議デモが行われ、鷲橋で警察とデモ隊が衝突した結果、負傷者が発生している。同年、プラメン・オレシャルスキ政権に対する抗議デモで鷲橋が封鎖される。

## 構造
構造形式はアーチ橋である。設計は、チェコの建築家ヴァーツラフ・プロシェクおよびヴァーツラフ・コラージによる。建設は、ヴァーツラフ・プロシェクとその弟のヨゼフおよびいとこのボグダンとイジーによって行われた。
ワシの銅像をはじめとして、ランタン、欄干および紋章といった金属製の装飾部分については、オーストリアの土木技師ルドルフ・フィリップ・ワーグナーが設立した会社（後のワーグナー・ビロ）がウィーンで設計および製造を行った。ランタンは鋳鉄でできている。欄干には、鋳鉄で造られた豪華な装飾が設けられている。1976年から1981年にかけてレーニン大通り（現在のツァリグラドスコ・ショセ通り）の拡幅工事が行われた際に橋の幅員も拡張され、歩行者用通路が新設された。